# Imagine 17 ans
Pour plus de détails, voir Fiche technique et Distribution.
Imagine 17 ans (Try Seventeen) est un film américain réalisé par Jeffrey Porter, sorti en 2002.

## Synopsis
Jones, 17 ans, entre au collège. Très vite, il quitte l'établissement pour se rapprocher de son voisinage.

## Fiche technique
- Titre français : Imagine 17 ans
- Titre original : Try Seventeen
- Réalisation : Jeffrey Porter
- Scénario : Charles Kephart
- Direction artistique : Geoff Wallace
- Costumes : Katrina McKarthy
- Photographie : Blake Evans
- Montage : David Richardson
- Musique : Andrew Gross
- Production : Avi Lerner, Brad Jenkel et Trevor Short
- Société de production : Emmett Randall Productions et George Furla
- Société de distribution : Millennium Films
- Pays d'origine :  États-Unis
- Langue : Anglais
- Genre : Comédie dramatique
- Format :
- Durée : 96 minutes
- Dates de sortie : 
  - États-Unis:  2002
  - France :
- Classification : États-Unis : Tous publics; France : Tous publics

## Distribution
- Elijah Wood (VF : Alexandre Gillet) : Jones
- Franka Potente : Jane
- Mandy Moore (VF : Dorothée Pousséo) : Lisa
- Chris William Martin : Steve
- Deborah Harry : Ma Mabley
- Elizabeth Perkins (VF : Martine Irzenski) : Blanche
- Aaron Pearl : Alicia
- Aloma Wright : Laurie

## Box-office

### Musiques
Les musiques utilisées pour le film sont les suivantes : 
- Ruskabank : Cheer Up
- Jim Gilstrap : Hootchie Cootchie Dance
- The Jersey Doo Wop Ensemble : Movie Star
- Donna Darligton : You Gotta Decide
- Andrew Gross & Phil Cordaro : Sofas & Lawns
- Mark Lane : Girl With The Clouds
- Evan Olson : Ticking Away
- M'Her : Heartbreakroken Fool
- El Destroyo : Her & Dad
- Chris Keup : The Subject Of Some Regret
- John Gold : Lost & Found
- Dimi Zumque : E Dia
- Les Finnigan : Ralph's Town
- Evan Olson : Not That I Wanted
- Martina Sorbara : Bonnie & Clyde
- Chris Keup : Close Your Eyes Maggie Cassidy
- Code Name: Rocky : His Day
- M'Her : Ride My Train
- Iffy : Double Dutch